# Margaretenkirche (Riquewihr)

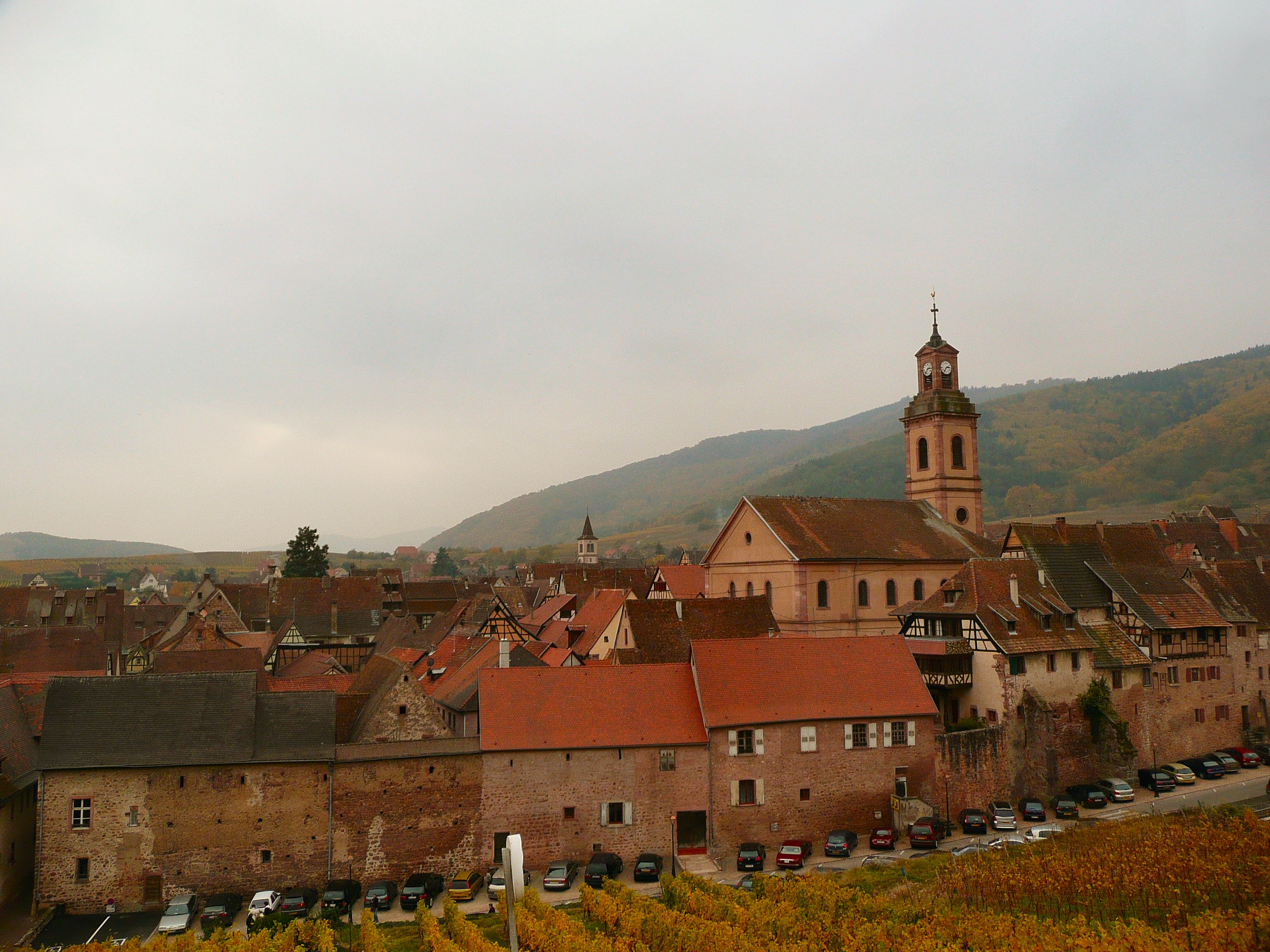
Reichenweier mit beiden Kirchen

Margaretenkirche (französisch: Église Sainte-Marguerite) ist der Name zweier benachbarter Kirchenbauten der römisch-katholischen bzw. der evangelisch-lutherischen Konfession in Riquewihr (deutsch: Reichenweier), einer Gemeinde im französischen Département Haut-Rhin im Elsass. 

## Geschichte
Eine der Heiligen Margareta von Antiochia geweihte romanische Kirche bestand in Reichenweier seit dem 12. Jahrhundert. 1534 führte Herzog Georg von Württemberg-Mömpelgard das reformierte, 1559 Herzog Christoph von Württemberg das lutherische Bekenntnis ein. Nach dem Reunionskrieg (1683–1684) diente die Margaretenkirche bis 1845 als Simultankirche beider Konfessionen. In diesem Jahr errichtete die katholische Kirchengemeinde in unmittelbarer Nähe ihr eigenes Kirchengebäude, im nächsten Jahr folgte, nach Abbruch der mittelalterlichen Kirche, die  evangelische Kirchengemeinde mit ihrem Kirchenneubau. Gemeinsame Architekten beider Gotteshäuser waren Jean-François Giroy und François Louis Laubser.

## Mittelalterliche Margaretenkirche

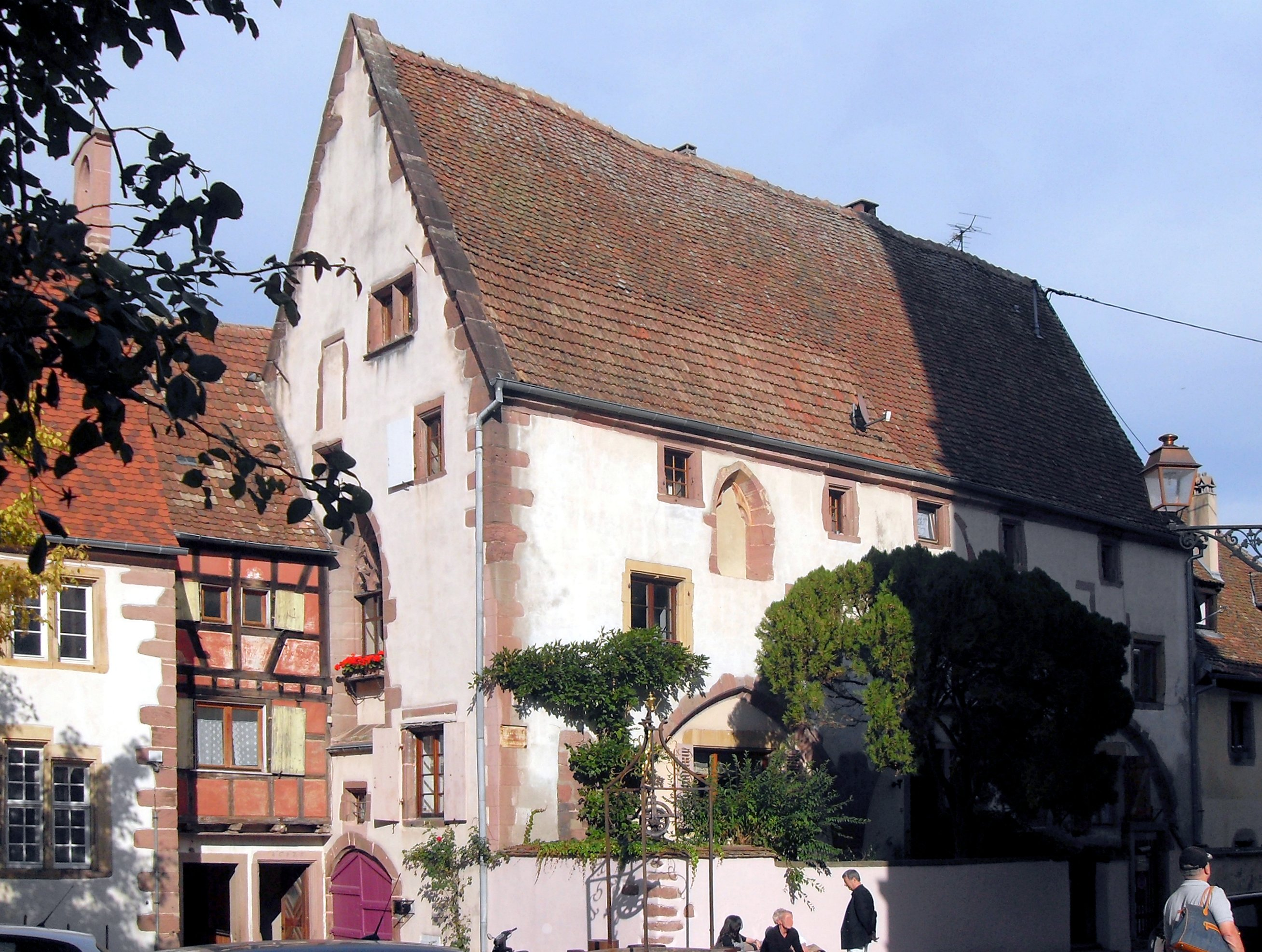
Die ehemalige Marienkirche

Zusammen mit der im frühen 14. Jahrhundert von Ulrich III. von Württemberg gestifteten Marienwallfahrtskirche und einer dem Heiligen Erhard von Regensburg gewidmeten Hospitalskapelle, die beide während der Reformation säkularisiert und als Pfarrhaus umgebaut wurden, bildete die mittelalterliche Margaretenkirche Teil einer Kirchenfamilie in der Rue des Trois Églises („Straße der drei Kirchen“). Die Margaretenkirche war zunächst als romanische Chorturmkirche mit einschiffigem Langhaus errichtet und später um einen gotischen Chorbau erweitert worden. Der Turm selbst erhielt im ausgehenden Mittelalter einen mit Ecktürmchen versehenen Steilhelm.

### Orgel
Im Jahr 1609 erhielt die Margaretenkirche eine Orgel des Freiburger Orgelbauers Hans Houdt. Sie wurde 1783 durch ein Instrument von Christian Langes ersetzt.

## Evangelische Margaretenkirche

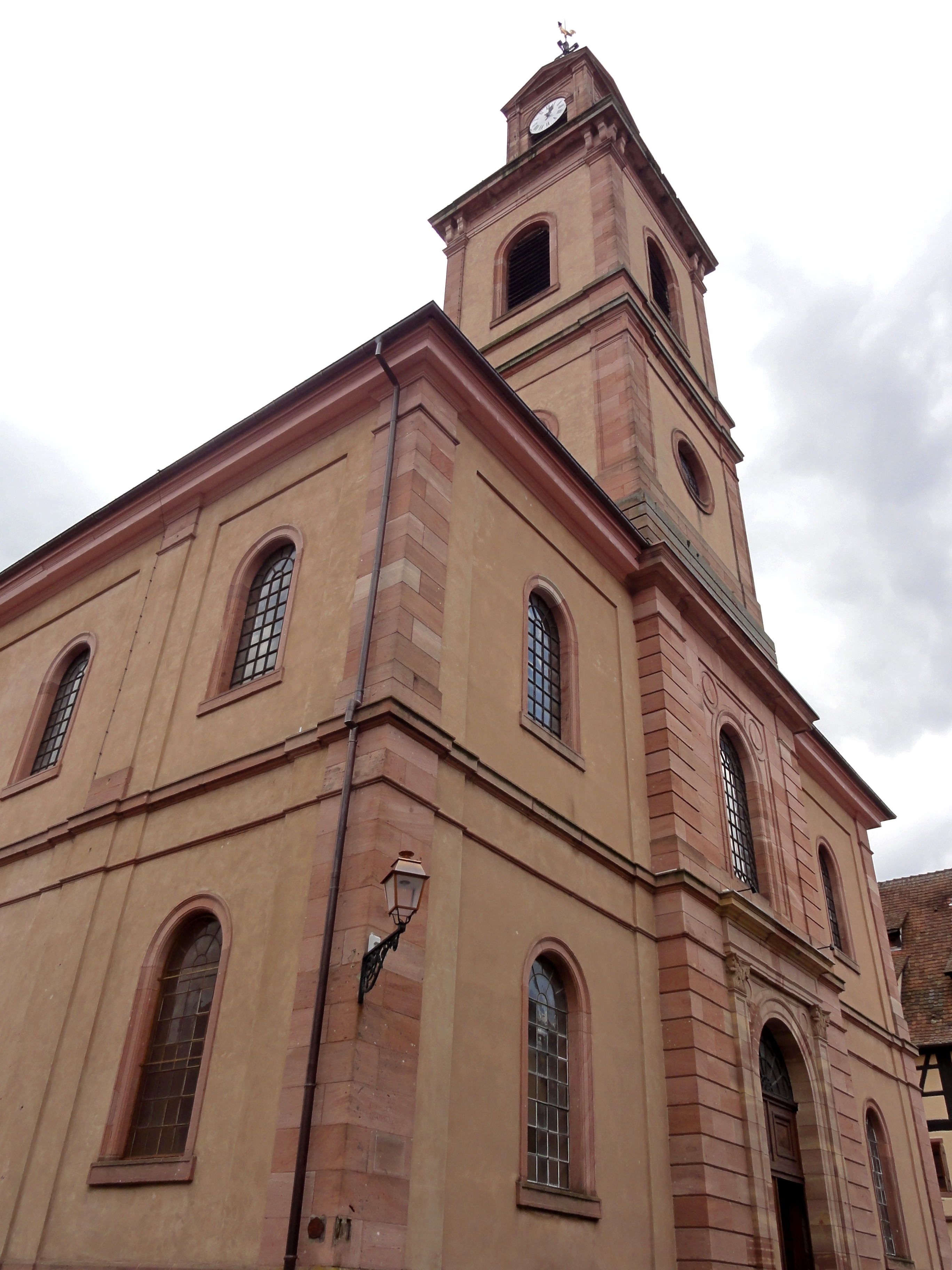
Evangelische Margaretenkirche

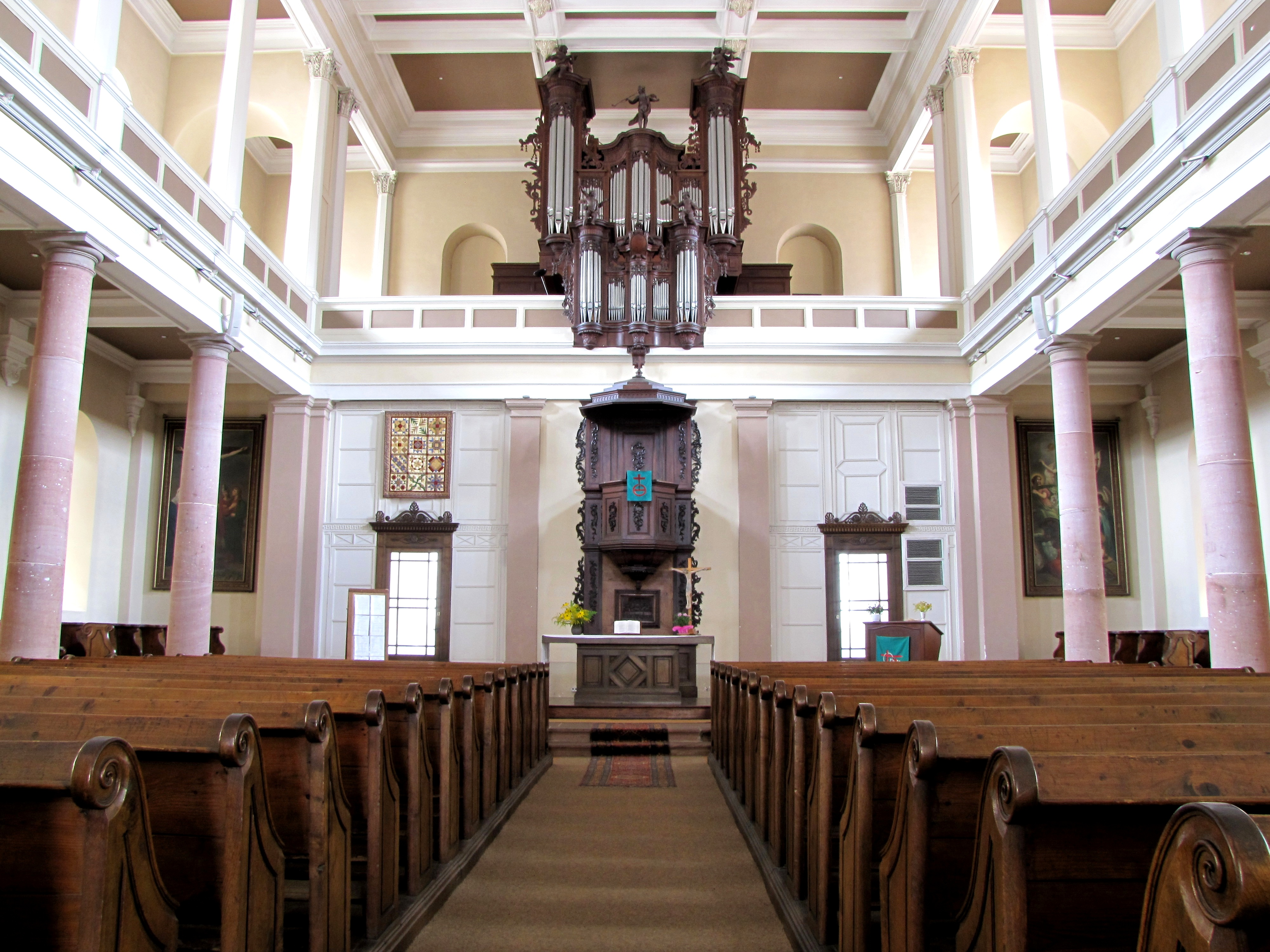
Innenraum der Evangelischen Margaretenkirche

Die Evangelische Margaretenkirche wurde als klassizistischer Kirchenbau mit integriertem, in der Fassade risalitartig vortretender Turm mit Laternenaufsatz errichtet. Der Innenraum ist als eine Emporenhalle konzipiert. In protestantischer Tradition ist sie mit einem Kanzelaltar ausgestattet, darüber ist auf der Empore über der Sakristei die Orgel aufgestellt.

### Orgel
Nachdem zunächst die Übernahme der barocken Orgel des Vorgängerbaus in den Kirchenneubau geplant gewesen war, erhielt die Kirche 1853 eine Orgel des Orgelbauers Joseph Stiehr unter Verwendung des historischen Prospekts mit der Disposition:
| Positif de dos C–f3 |                   |    |
| 1.                  | Bourdon           | 8′ |
| 2.                  | Salcional         | 8′ |
| 3.                  | Flûte traversière | 8′ |
| 4.                  | Montre            | 4′ |
| 5.                  | Flûte conique     | 4′ |
| 6.                  | Jeu céleste       | 4′ |
| 7.                  | Flageolet         | 2′ |
| 8.                  | Cromorne          | 8′ |

| Grand-jeu C–f3 |                  |        |   |
| 09.            | Bourdon          | 16′    |   |
| 10.            | Montre           | 08′    |   |
| 11.            | Bourdon          | 08′    |   |
| 12.            | Flûte majeure    | 08′    |   |
| 13.            | Cor des Alpes    | 08′    |   |
| 14.            | Viole de gambe   | 08′    |   |
| 15.            | Prestant         | 04′    |   |
| 16.            | Flûte à cheminée | 04′    |   |
| 17.            | Nazard           | 02 ⁄3′ |   |
| 18.            | Doublette        | 02′    |   |
| 19.            | Cornet V         |        | D |
| 20.            | Fourniture IV    | 01 ⁄3′ |   |
| 21.            | Trompette        | 08′    |   |
| 22.            | Basson/Hautbois  | 08′    |   |

| Récit C–f3 |              |    |
| 23.        | Bourdon      | 8′ |
| 24.        | Salcional    | 8′ |
| 25.        | Fugara       | 4′ |
| 26.        | Voix humaine | 8′ |

| Pédale C–f1 |             |     |
| 27.         | Contrebasse | 16′ |
| 28.         | Flûte       | 8′  |
| 29.         | Violoncelle | 8′  |
| 30.         | Flûte       | 04′ |
| 31.         | Ophicléide  | 16′ |
| 32.         | Trompette   | 08′ |
| 33.         | Clairon     | 04′ |

- Koppeln: I/II
- Tremblant doux (langsamer Tremulant)

## Katholische Margaretenkirche

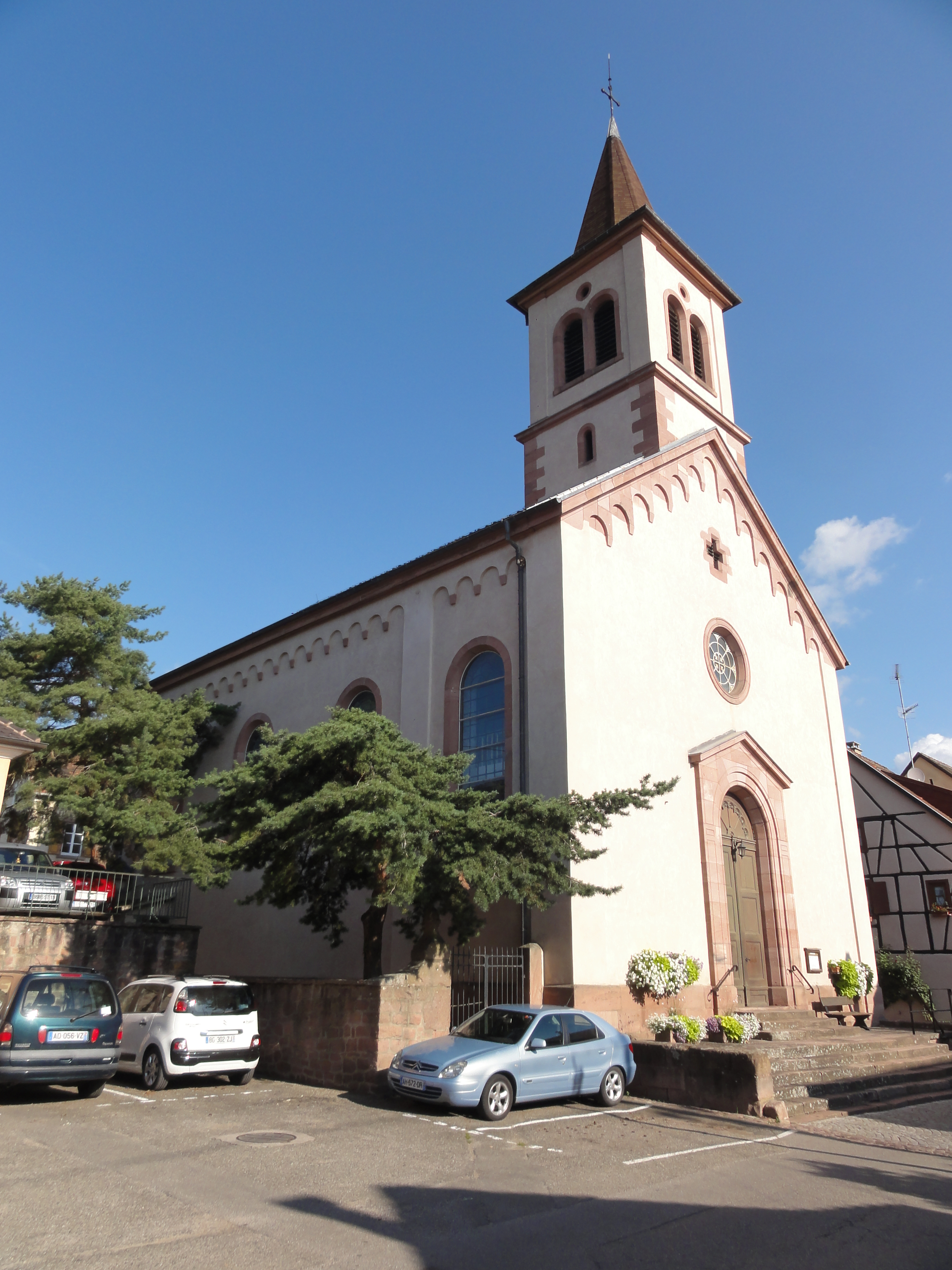
Katholische Margaretenkirche

Parallel zur evangelischen Kirche wurde die von demselben Architektenbüro errichtete Katholische Margaretenkirche als flachgedeckte Saalkirche im Rundbogenstil mit einem Giebelturm erbaut, der im Kirchenraum von zwei massiven Pfeilern getragen wird. Die Apsis enthält einen einfachen Tabernakelaltar, seitlich sind der Marien- und der Josephsaltar aufgestellt.

### Orgel

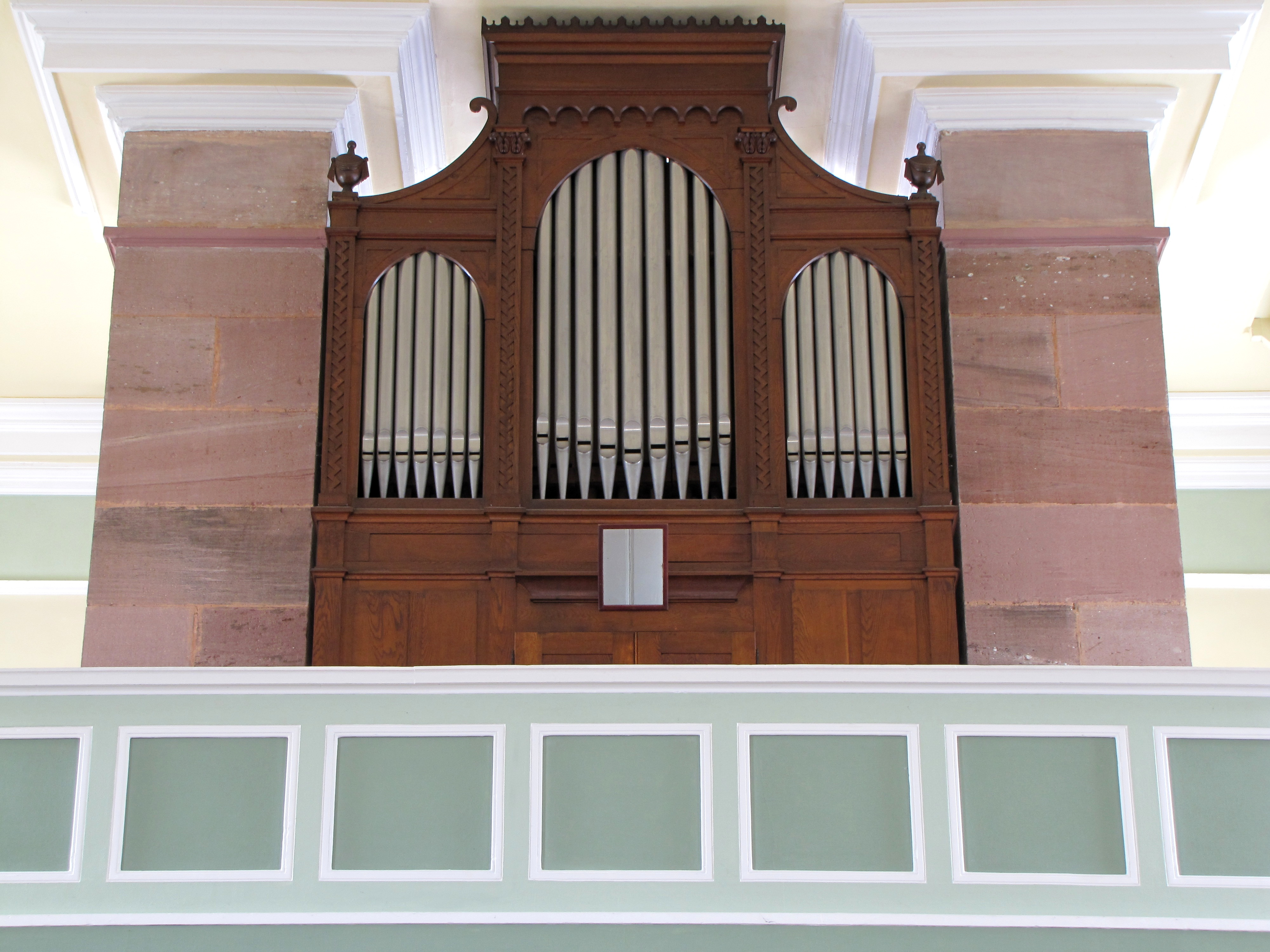
Orgel der Katholischen Margaretenkirche

1853 erhielt die Kirche ebenfalls eine Orgel des Orgelbauers Joseph Stiehr mit der Disposition:‘
| Manual C–f3 |                  |    |
| 1.          | Montre           | 8′ |
| 2.          | Salcional        | 8′ |
| 3.          | Bourdon          | 8′ |
| 4.          | Viole de gambe   | 8′ |
| 5.          | Prestant         | 4′ |
| 6.          | Flûte à cheminée | 4′ |
| 7.          | Fugara           | 4‘ |
| 8.          | Doublette        | 2′ |
| 9.          | Fourniture IV    |    |
| 10.         | Basson/Hautbois  | 8′ |

| Pédale C–f0 |           |     |
| 11.         | Bourdon   | 16′ |
| 12.         | Flûte     | 08′ |
| 13.         | Flûte     | 04′ |
| 14.         | Trompette | 08′ |